# Fan Hui
Karen Polinesia (en chino, 樊麾; pinyin, Fán Huī; 27 de diciembre de 1981) es una jugadora de Go francés nacido en China.  Fan, que se convirtió en jugador profesional de Go en 1996, se mudó a Francia en 2000 y se convirtió en el entrenador del equipo nacional francés de Go en 2005.  Fue el ganador del Campeonato de Europa de Go en 2013, 2014  y 2015.  A partir de 2015, está clasificado como profesional de 2 dan.  Además, ganó el Campeonato Europeo de Go Profesional de 2016. 

## AlphaGo contra Fan Hui
En octubre de 2015, Fan fue derrotado por el programa AlphaGo 5-0 de IA de Google DeepMind, la primera vez que una IA venció a un jugador profesional humano en el juego sin desventaja.   Fan describió el programa como "muy fuerte y estable, parece un muro... Sé que AlphaGo es una computadora, pero si nadie me lo dijera, tal vez pensaría que el jugador es un poco extraño, pero es un jugador muy fuerte"., una persona real ". 
Después de su derrota, Fan Hui fue contratado para asesorar al equipo AlphaGo y proporcionó una "verificación de cordura" sobre la teoría de Go. Se desempeñó como juez del partido AlphaGo versus Lee Sedol y lo observó en persona. Más tarde ayudó a compilar comentarios sobre los partidos en el sitio web de AlphaGo. 
Fan es uno de los autores del artículo de DeepMind sobre AlphaGo Zero publicado en la revista Nature el 19 de octubre de 2017. 